# Chéri-Bibi (film, 1938)
Pour les articles homonymes, voir Chéri-Bibi (homonymie).
Pour plus de détails, voir Fiche technique et Distribution.
Chéri-Bibi est un film français réalisé par Léon Mathot, sorti en 1938.

## Synopsis
Un banquier est assassiné et la police soupçonne son neveu Raoul, qui est condamné à dix ans de bagne. Or, le véritable assassin est Théo, le frère de Ginette, la compagne de Francis dit Chéri-Bibi, un forçat évadé. Théo est assommé par Chéri-Bibi qui, dénoncé par Ginette, prend la fuite. Repris par la police, il retrouve en prison ses fidèles complices, La Ficelle et Fric-Frac ; Raoul (que Chéri-Bibi ne connait pas) fait aussi partie des prisonniers. Sur le bateau qui les conduit au bagne, les prisonniers menés par Chéri-Bibi tentent en vain de s’évader. 
Finalement, grâce à la complicité de la femme du patron de l’exploitation forestière où ils sont affectés, Chéri-Bibi et Raoul – qui souhaitent tous deux se venger de Théo – parviennent à s’évader du bagne avec leurs compagnons, mais Chéri-Bibi est grièvement blessé par les gardiens lancés à leur poursuite.

## Fiche technique
- Titre : Chéri-Bibi
- Réalisation : Léon Mathot, assisté de Robert Bibal et René Navarre
- Scénario et dialogue : Jacques Constant, d'après l'œuvre de Gaston Leroux
- Décors : Robert Gys
- Photographie : René Gaveau et André Thomas
- Montage : Marguerite Beaugé
- Musique : Paul Misraki
- Son : Robert Ivonnet
- Directeur de production : Eugène Schlesinger
- Société de production : Les Productions Charles Bauche
- Pays d'origine :  France
- Format : Noir et blanc- 1,37:1 - Mono - 35 mm
- Genre : Film dramatique
- Durée : 97 minutes
- Date de sortie : France - 2 mars 1938
- Affiche : Guy-Gérard Noël (France)

## Distribution
- Pierre Fresnay : Francis dit "Chéri-Bibi"
- Jean-Pierre Aumont : Raoul Saint-Delmas / Raoul Pallas
- Suzet Maïs : Ginette
- Colette Darfeuil : Viviane
- Marcel Dalio : le donneur
- Raymond Aimos : La Ficelle
- Thomy Bourdelle : Fric-Frac
- Lucien Dalsace : le vieux Georges
- René Navarre : M. Charles, le patron
- Liliane Lesaffre : Mlle Roger
- Georges Péclet : Duroc
- Georges Fells : Théo
- Robert Ozanne : Le Lorrain
- Victor Vina : Corenti
- Maurice Humbert : le sourd-muet
- Jean Marconi : Fredie
- Adolf Edgar Licho : Boris
- Max Doria : Emile
- Alex Potino : Blanchette
- Gérard Landry : Gérard
- Franck Maurice
- Eugène Stuber